# Szánkó az 1984. évi téli olimpiai játékokon
Az 1984. évi téli olimpiai játékokon a szánkó versenyszámait Szarajevóban rendezték meg február 9. és 15. között.
A férfiaknak 2 versenyszámban, a nőknek 1 versenyszámban osztottak érmeket.

## Éremtáblázat
(Az egyes számoszlopok legmagasabb értéke vagy értékei vastagítással kiemelve.)
| Az 1984. évi téli olimpiai játékok éremtáblázata szánkóban | Az 1984. évi téli olimpiai játékok éremtáblázata szánkóban | Az 1984. évi téli olimpiai játékok éremtáblázata szánkóban | Az 1984. évi téli olimpiai játékok éremtáblázata szánkóban | Az 1984. évi téli olimpiai játékok éremtáblázata szánkóban | Olimpia  |
| ---------------------------------------------------------- | ---------------------------------------------------------- | ---------------------------------------------------------- | ---------------------------------------------------------- | ---------------------------------------------------------- | -------- |
|                                                            | Ország                                                     | Arany                                                      | Ezüst                                                      | Bronz                                                      | Összesen |
| 1.                                                         | NDK (GDR)                                                  | 1                                                          | 1                                                          | 2                                                          | 4        |
|                                                            |                                                            |                                                            |                                                            |                                                            |          |
| 2.                                                         | NSZK (FRG)                                                 | 1                                                          | 0                                                          | 0                                                          | 1        |
| 2.                                                         | Olaszország (ITA)                                          | 1                                                          | 0                                                          | 0                                                          | 1        |
|                                                            |                                                            |                                                            |                                                            |                                                            |          |
| 4.                                                         | Szovjetunió (URS)                                          | 0                                                          | 2                                                          | 1                                                          | 3        |
|                                                            |                                                            |                                                            |                                                            |                                                            |          |
| Összesen                                                   | Összesen                                                   | 3                                                          | 3                                                          | 3                                                          | 9        |

## Érmesek
| Az 1984. évi téli olimpiai játékok érmesei szánkóban |                                                    |          |                                                               |          |                                             |          |
| Versenyszám                                          | Arany                                              | Arany    | Ezüst                                                         | Ezüst    | Bronz                                       | Bronz    |
| Férfi egyes                                          | Paul Hildgartner · Olaszország (ITA)               | 3:04,258 | Szergej Danyilin · Szovjetunió (URS)                          | 3:04,962 | Valerij Dugyin · Szovjetunió (URS)          | 3:05,012 |
| Női egyes                                            | Steffi Martin · NDK (GDR)                          | 2:46,570 | Bettina Schmidt · NDK (GDR)                                   | 2:46,873 | Ute Weiss · NDK (GDR)                       | 2:47,248 |
| Kettes                                               | NSZK (FRG) · Hans Stanggassinger · Franz Wembacher | 1:23,620 | Szovjetunió (URS) · Jevgenyij Belouszov · Alekszandr Beljakov | 1:23,660 | NDK (GDR) · Jörg Hoffmann · Jochen Pietzsch | 1:23,887 |